# Finasucre
Finasucre is een Belgische familiale holding die vooral in de suikerindustrie actief is. Het is de op een na grootste Belgische suikerproducent, na de Tiense Suikerraffinaderij. De holding wordt door de familie Lippens gecontroleerd.

## Geschiedenis
Finasucre werd in 1929 door de familie Lippens opgericht om de belangen in de suikerfabrieken van Moerbeke en Escanaffles te groeperen.
Via de suikerfabrieken van Moerbeke en Escanaffles had de familiale holding belangen in tientallen suikerfabrieken in België. In 1986 nam ze Sogesucre, eigenaar van de Compagnie Sucrière in Kwilu in de Democratische Republiek Congo over. In 1988 werd de suikerfabriek van Frasnes-lez-Buissenal overgenomen en in 1989 leidde de fusie tussen Sogesucre en de suikerfabrieken van Moerbeke en Frasnes-lez-Buissenal tot de oprichting van de Groupe Sucrier. De fabriek van Escanaffles werd in 1989 gesloten en in 1994 tot een melkzuurproductie-eenheid omgevormd, uitgebaat door Galactic. In 2000 kocht Finasucre de Australische suikerproducent Bundaberg Sugar over en in 2003 de Nederlandse fabriek Euro Star in Lelystad. In 2003 fuseerde Groupe Sucrier met Cosucra-Groupe Warcoing (suikerfabriek van Veurne) en Couplet (suikerfabriek van Fontenoy) tot Iscal Sugar. In 2004, 2005 en 2007 sloten respectievelijk de suikerfabrieken van Frasnes-lez-Buissenal, Veurne en Moerbeke, maar in 2005 werd een melkzuurfabriek in Bengbu in China geopend. In 2012 nam de holding de minderheidsaandelen van Groupe Sucrier over, wat leidde tot de opslorping van Groupe Sucrier in Finasucre.
Naast de suikerindustrie werd Finasucre in de 21e eeuw ook in andere sectoren actief. In 2007 richtte Galactic, in samenwerking met Total Petrochemicals, een onderzoekplatform voor biologisch afbreekbare plastiek op basis van melkzuur op, wat leidde tot bioplasticsproducent Futerro. Datzelfde jaar werd in de Democratische Republiek Congo voor de uitvoering van een vastgoedproject in Kinshasa Socagrim opgericht. In 2010 nam de holding een participatie van 25% in de Koninklijke Sint-Hubertusgalerijen in Brussel en in 2011 een participatie in de holding SGD, die ongeveer voor 20% eigenaar was van de Franse fabrikant van plantaardige smaak- en kleurstoffen Naturex. SGD werd in 2013 volledig overgenomen en in 2018 met een meerwaarde van 332,5 miljoen euro aan de Zwitserse parfum- en aromagroep Givaudan verkocht. In 2014 nam Finascure ook een participatie in vastgoedprojectontwikkelaar Compagnie Het Zoute en in 2016 werd in Kwilu in de Democratische Republiek Congo een steenfabriek gestart. Sinds 2018 investeerde de holding in de Franse insectenproteïnenproducent Ÿnsect, het Luxemburgse investeringsfonds JAC Consumer Fund, de Franse producent van baby- en kindervoeding Global Baby, de Australische macadamianotenproducent Macadamia Direct en de Nieuw-Zeelandse producent van nootbereidingen en gezonde snacks Prolife Foods.
Van 2010 tot 2017 had de holding ook een belang in vastgoedbevak Aedificia.

## Participaties
Finasucre is sinds haar oprichting actief in de suikerindustrie:
- Iscal Sugar, in 2003 ontstaan uit de fusie van Groupe Sucrier (suikerfabrieken van Moerbeke (1869-2008) en Frasnes-lez-Buissenal (1880-2004)) de suikerfabriek van Veurne (1922-2005) en de suikerfabriek van Fontenoy (1992—) te groeperen, maar sinds 2007 zijn alle suikerfabrieken op een enkele site in Fontenoy gecentraliseerd
- Galactic, producent van melkzuur en afgeleide producten die gebruikt worden in voeding en de industrie, bijvoorbeeld voor bioplastics
- Alldra, Nederlandse producent van decoratieve suiker
- Bundaberg Sugar, Australische suikerproducent
- Compagnie Sucrière, Congolese suikerproducent

Overige activiteiten zijn onder meer:
- Bundaberg Walkers, Australische onderneming actief in installaties voor suikerfabrieken
- Futerro, bioplasticsproducent op de voormalige suikerfabriek van Escanaffles
- Koninklijke Sint-Hubertusgalerijen, winkelgalerij in Brussel
- Kwilu Briques, steenfabriek in Kwilu waarbij de energie bestaat uit restafval van de suikerwinning